# Abd-Al·lah II de Jordània
Abd-Al·lah II de Jordània (àrab: عبد الله الثاني بن الحسين, ʿAbd Allāh aṯ-Ṯānī b. al-Ḥusayn) (Amman, Jordània, 1962) és l'actual rei de Jordània, essent el quart membre de la dinastia haiximita que governa Jordània.
És fill del rei Hussein I de Jordània i de la seva segona esposa, la britànica Antoinette Gardiner convertida en princesa Muna al-Hussein. Va nàixer el 30 de gener de 1962 al Palau de la Governació d'Amman i succeí el seu pare al tron el 7 de febrer de 1999.

## Formació
Educat als millors col·legis del Regne Unit i els Estats Units i seguint el camí del seu pare rebé formació militar a l'elitista Royal Academy de Sandhurst on han rebut formació el comte Joan de Borbó, el príncep Carles de Gal·les o el príncep Pau de Grècia. Posteriorment estudià a Oxford i el 1986 es llicencià en relacions internacionals per la Universitat de Georgetown. Després prestà serveis a l'exèrcit britànic i a les unitats cuirassades de l'Exèrcit reial jordà.
Realitzà una brillant carrera militar tant a l'exèrcit britànic com al jordà i l'any 1993 fou ascendit al grau de subcomandant de les forces especials encarregades de la protecció de la família reial, i l'any següent, després de dirigir una reeixida operació de captura d'un pistoler que havia abatut a diverses persones, al grau de general al front d'una unitat especial antiterrorista. Aquesta unitat va participar en el restabliment de l'ordre públic arran dels disturbis de 1996 al sud del país.
Abd-Al·lah nasqué amb la condició de príncep hereu de la corona jordana però l'any 1965 Hussein cregué oportú designar el seu germà, el príncep Hassan de Jordània, davant dels múltiples atemptats contra la seva persona. Hussein tornà a canviar la decisió poques setmanes abans de morir.

## Matrimoni i descendència
L'any 1993 contragué matrimoni amb Rania Al-Yassin, nascuda a Kuwait en el si d'una distingida família palestina i resident a Jordània des de 1990. Pel matrimoni i la successió de 1999 Rània té dret a la dignitat de reina per la disposició del seu espòs de 21 de març de 1999. El matrimoni té quatre fills:
- el príncep hereu Hussein de Jordània, nascut el 1994 a Amman.
- la princesa Iman de Jordània, nascuda el 1996 a Amman.
- la princesa Salma de Jordània, nascuda el 2000 a Amman.
- el príncep Hashem de Jordània, nascut el 2005 a Amman.

## Rei de Jordània
El 25 de gener de 1999, el rei Hussein, a les portes de la mort i des dels Estats Units, on rebia un tractament contra el càncer que patia, va emetre un decret pel qual retirava a Hassan la condició de príncep hereu i l'atorgava a Abd-Al·lah. L'endemà Hassan traspassà tots els símbols de príncep hereu al seu nebot el nou príncep hereu Abd-Al·lah.
La decisió sorprengué profundament. No es discutia la capacitat del nou príncep hereu ni la de l'anterior, però sorprengué pel moment extremadament dramàtic en què tingué lloc. Segurament la decisió parteix de les gens dissimulades mostres d'ambició del príncep Hassan en forma d'intrigues palatines i de moviments per col·locar els seus homes de confiança a llocs claus de l'Administració i de l'Exèrcit. La trajectòria de Hassan, excel·lent gestor però príncep poc popular acabaren de fer decantar la balança.
Amb Abd-Al·lah al tron es restaurava el principi de primogenitura i de descendència directa del llinatge haiximita. La seva experiència militar li garantia el suport de les forces armades i l'afecte del poble del qual el nombrós component palestí (30% de la població) veuria amb bons ulls tenir una reina palestina. Malgrat tot, tenia poca experiència en l'Administració o en la diplomàcia però tenia bones relacions amb les Cases reials del Golf i havia participat en nombrosos projectes de desenvolupament turístic.
El 6 de febrer el rei Hussein va entrar en coma irreversible, i Abd-Al·lah fou declarat regent. Les declaracions d'Abd-Al·lah tranquil·litzaren enormement a la comunitat internacional, per a qui era un complet desconegut: "intentaré efectuar una transició pacífica i tranquil·la per mantenir l'estabilitat del país" i "emprendre reformes democràtiques radicals" i "un suport més gran al procés democràtic, a la llibertat d'expressió, al pluralisme polític i a les institucions de la societat civil".
El rei Hussein I de Jordània morí el 7 de febrer. Hores després Abd-Al·lah jurà com a príncep hereu i designà successor el seu germà, el príncep Hamzah de Jordània. L'enterrament, on acudí la comunitat internacional en ple, fou l'oportunitat per demostrar una imatge de normalitat i d'unitat entre les relacions del nou rei i el seu oncle, el príncep Hassan.
Dies abans Abd-Al·lah havia estat rebut per la secretària d'Estat Madeleine Albright qui havia recolzat plenament el nou monarca i havia compromès ajudes suplementàries al Regne de Jordània per tal d'evitar-ne l'excessiva dependència d'Iraq. Respecte al veí Iraq, el nou monarca canvia un pèl la política del seu pare, abandonà la neutralitat absoluta de Hussein i qualificà el país com una amenaça per la seguretat de certs països del Golf. Abd-Al·lah oferia les màximes garanties als Estats Units i n'esdevenia una fidel aliat que ja des de 1996 gaudia al seu nomenat el sisè país aliat princial no de l'OTAN.
La trobada amb Iàssir Arafat a Gaza el 26 de maig va demostrar que la desaparició de Hussein no alteraria les relacions entre Jordània i Palestina. Dos mesos després es trobà a Àqaba amb el primer ministre israelià Ehud Barak i també visità Síria i Líban. En les reunions deixà clar el seu suport a la causa palestina. L'any 2000 arran de la segona intifada va condemar l'ús de l'exèrcit per part d'Israel però alhora demanà prudència al moviment palestí.
A l'ordre intern, el setembre de 1999 Abd-Al·lah va disposar mesures repressives en contra de sectors islamistes i fonamentalistes de Hamàs. L'advertència anava en contra de tots els partits islamistes inclosos els Germans Musulmans.
Durant la primavera Àrab en febrer de 2011 anuncia la caiguda del Primer Ministre i la convocatòria d'un nou govern, i el 30 de setembre aprova canvis als 42 articles de la constitució però l'octubre destitueix el primer ministre Marouf al-Bakhit i el seu gabinet després de queixes de progressos lents en les reformes promeses. A l'abril de 2012, mentre continuen les protestes, Awn Al-Khasawneh va dimitir i el rei nomena Fayez Tarawneh com a nou primer ministre de Jordània i l'octubre de 2012, Abdullah dissol el parlament per a noves eleccions anticipades i nomena Abdullah Ensour com a nou primer ministre.